# Favrile

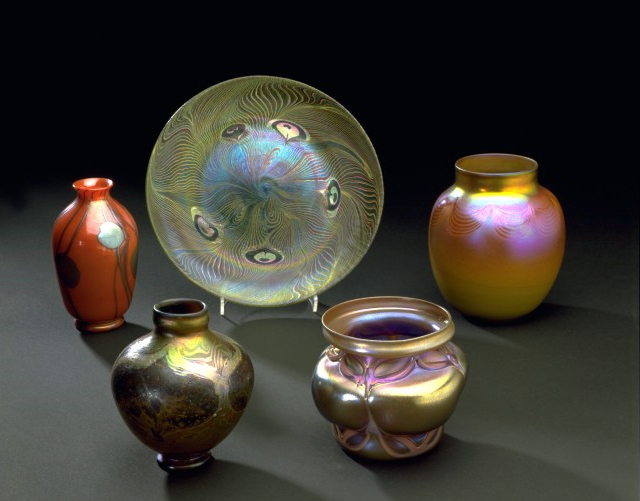
Mostres en vidre Favrile de 1896-1902

El favrile és un tipus de vidre artístic iridescent dissenyat per Louis Comfort Tiffany. Va ser patentat el 1894 i produït per primer cop el 1896. Difereix d'altres vidres iridescents perquè el color està incorporat en el mateix vidre, i compta amb diferents coloracions. El favrile va ser utilitzat en les vitralls Tiffany.

## Història
Tiffany va fundar la seva primera empresa de vidres el 1892 i la va anomenar Tiffany Glass and Decorating Company. La fàbrica, Tiffany Furnaces, estava situada a en Corona, Queens, Nova York i va ser dirigida per l'immigrant anglès especialitzat Arthur J. Nash. Va ser aquí on Tiffany va crear el seu mètode únic de tractament del vidre: el tractament de vidre fos amb òxids metàl·lics que són absorbits pel vidre i creen un luxós efecte de superfície iridescent.
Tiffany va obtenir la patent pel vidre favrile el 1894, i els primers objectes van ser fets el 1896.
El 1865, Tiffany va viatjar a Europa, i a Londres va visitar The South Kensington Museum, més tard rebatejat com Victoria and Albert Museum, que comptava amb una extensa col·lecció de vidre romà i sirià i que li va produir una profunda impressió. Va admirar la coloració del vidre medieval i va quedar convençut que la qualitat del vidre contemporani podria ser millorada.
A l'Exposició Universal de París de 1900, el favrile va guanyar el gran premi de l'exposició.

## Disseny
El favrile és diferent d'altres vidres iridescents perquè el seu color no està només en la superfície, sinó integrat en el vidre. El nom comercial original va ser fabrile, derivat d'una paraula en anglès antic que significava "forjat a mà" o artesania. Tiffany més tard la va canviar a favrile "que sonava més bé".
Alguns dels colors presents al vidre favrile són l'"or lustre", "roig samian", "blau mazarin", "tel-al-amana" (o blau Turquesa), i aiguamarina.

## Utilització
El Favrile va ser el primer vidre artístic utilitzat en vitralls de finestres, a partir dels dissenys d'estil Tiffany. El vidre favrile també forma part d'un gran rellotge ornamental a l'edifici Guardian de Detroit.